# Hans Saphoy

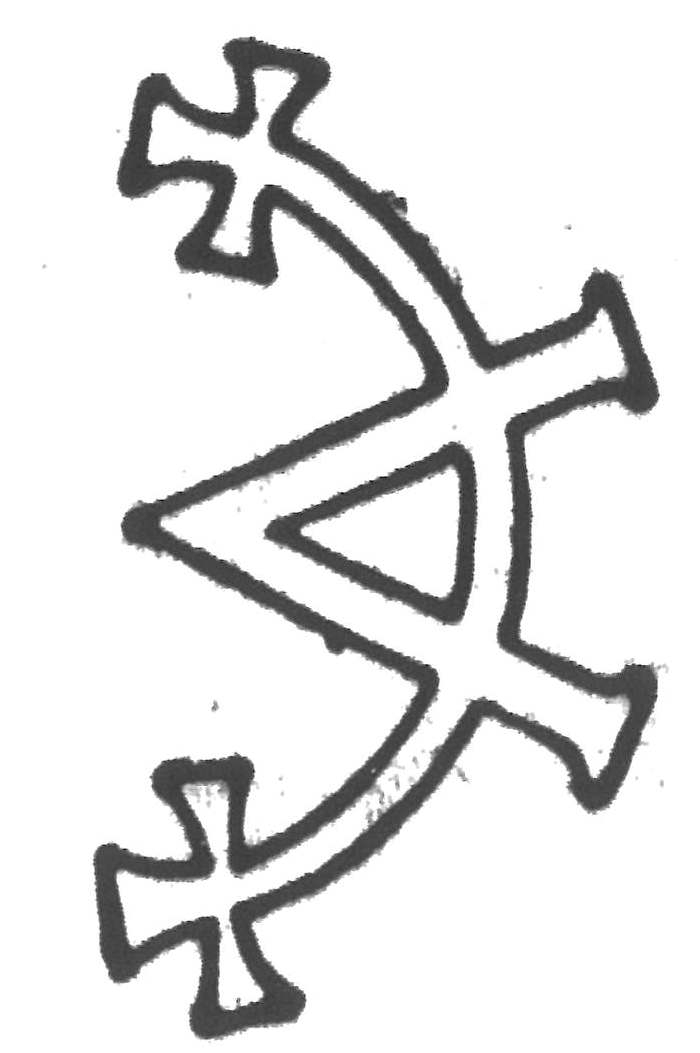
Steinmetzzeichen von Hans Saphoy

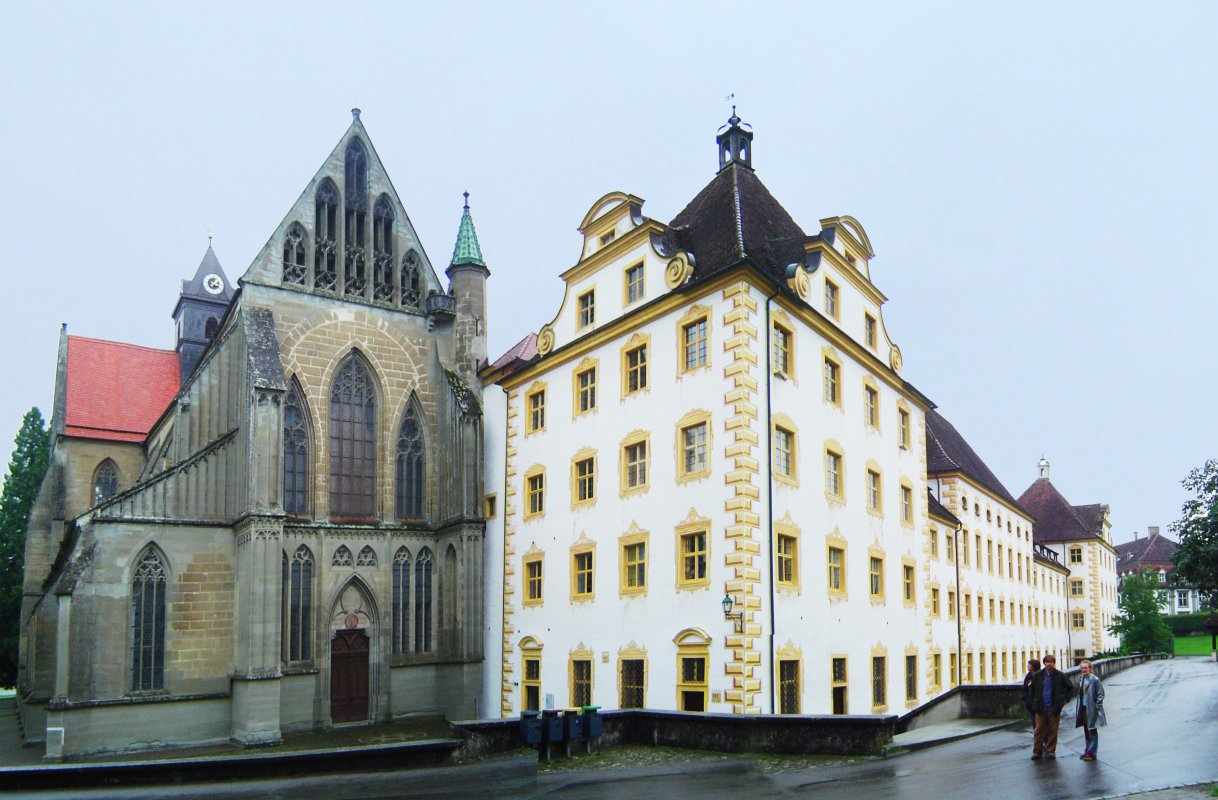
Münster und Schloss Salem

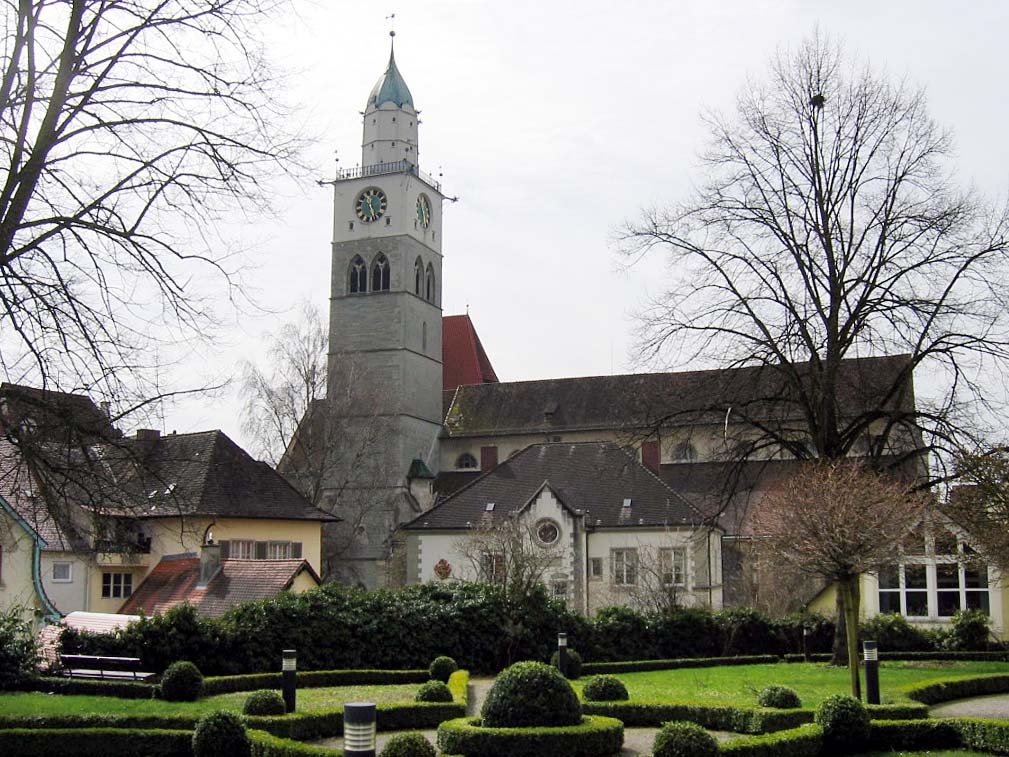
Überlinger Münster

Hans Saphoy von Salmansweiler (eigentlich Johann II. Saphoy; * in Salem (Baden-Württemberg); † 8. November 1578 in Wien) war ein Steinmetzmeister, Festungs- und Dombaumeister der Renaissance. 
Saphoy war ein universell geschulter Meister, der im profanen und im sakralen Bereich versiert war. 

## Leben
Hans Saphoy entstammte einer seit dem 14. Jahrhundert nachweisbaren, mit den Parlern verwandtschaftlich verbundenen Baumeisterfamilie, deren bedeutendstes Mitglied der Kölner Dombaumeister Michael von Savoyen war. Ein anderer Baumeister aus der Familie war ein Meister Hans Safoy, der im späten 15. Jahrhundert am Bau des Klosters Salem wirkte. Hans Saphoy war Untertan der schwäbischen Reichsabtei Salem, in der die Familie ihr Erbbegräbnis hatte. Seine Berufung nach Wien ist mit den vorderösterreichischen Besitzungen des Hauses Habsburg in Verbindung zu bringen. Er errichtete 1552 die Befestigungsbauten der Kärntner-Bastei in Wien, war 1555 als Begutachter beim Bau des Münsters und der Befestigungsanlagen in Überlingen tätig.

## Dombaumeister von St. Stephan in Wien
Von 1556 bis 1578 war er Dombaumeister von St. Stephan in Wien. 
Mit der Instruktion zum Kauf von Marmorsteinen 1556 und als Baumeister zu St. Stephan erhielt er das Recht, das er ainen oder zwen gesellen auf seinen aigen Unkosten halten mag, die im in der Stainhuttn aus Merblstain Epitaphia machen. Über die Ankäufe von Marmor (bis in das 16. Jahrhundert ausschließlich der rote Marmor von Adnet bei Hallein) gibt es keine Belege. 

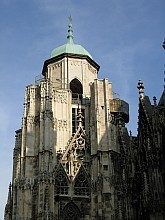
Saphoysche Haube

1556 ist auch ein Caspar Saphoy als leitender Meister in der Dombauhütte bezeugt. 
Meister Hans Saphoy erneuerte die Gewölbe. In seiner Ära musste der Plan, den Adlerturm (Nordturm) zu vollenden, endgültig fallengelassen werden, nachdem Wien eine protestantische Stadt geworden war. Saphoy löste dieses architektonische Problem mit Einfühlungsvermögen, indem er auf den Turmunterbau ein oktogonales Glockengeschoss in Formen der Nachgotik setzte, abgeschlossen von einer geschweiften Kuppel, der sogenannten Saphoyschen Haube.
Ab 1558 war für den Dombaumeister die Obrigkeit Bischof Anton Brus von Müglitz. 1563 folgte Administrator Urban Sagstetter, Bischof von Gurk, der um einen Ausgleich mit den Protestanten bemüht war und 1568 resignierte. Saphoys letzter Bischof war Johann Caspar Neubeck.

### Renaissancegrabmal Rafael Podmanickýs in Považská Bystrica
Die tschechische Akademie identifizierte 2005 diese Steinskulptur aus dem Jahre 1559 in Považská Bystrica als Arbeit von Hans Saphoy.

### Stallburg der Wiener Hofburg
In der Stallburg, dem Renaissancepalast um einen quadratischen Arkadenhof, erfolgte im Auftrage von Kaiser Ferdinand I. von 1558 bis 1562 der Umbau der Hofstallungen unter der Leitung Hans Saphoy, Dombaumeister zu St. Stephan, mit den Steinmetzen und Bildhauern Antonius und Pietro Solari und Antonius Gardesoni aus dem kaiserlichen Steinbruch.
In erster Ehe heiratete er Regina Eggsteiner, Tochter des Bürgermeisters von Eggenburg. Eine zweite Ehe schloss er 1563 mit Ursula Eberlin. Diese erhielt zwei Jahre nach seinem Tod für ihre fünf Kinder  fl Gnadengeld.

### Kaiserlicher Baumeister

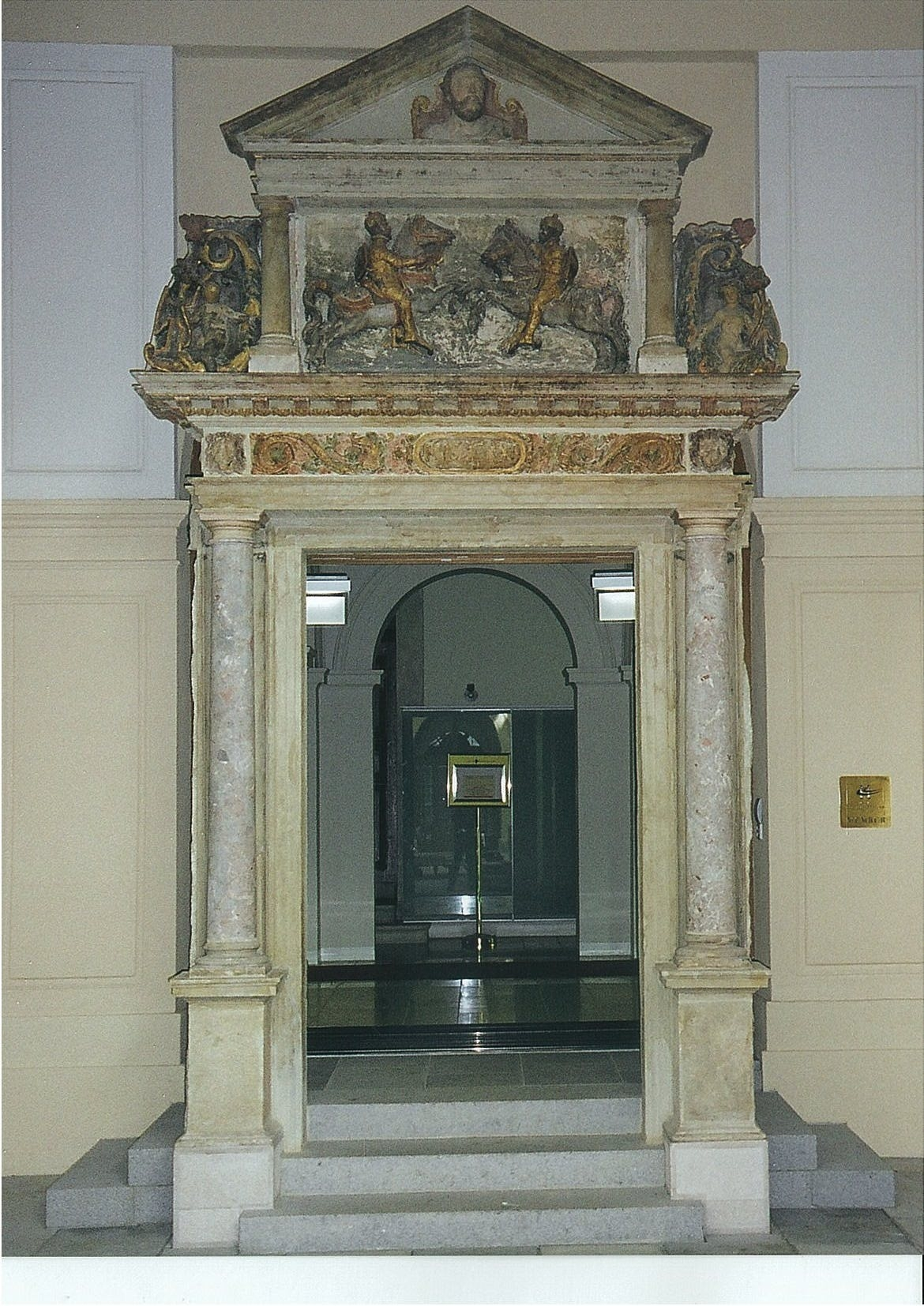
Renaissanceportal, 1571

Am 14. Juli 1569 wurde er an Stelle Benedikt Kölbls zum kaiserlichen Baumeister der niederösterreichischen Lande mit einer jährlichen Besoldung von 200 fl ernannt. Kaiser Maximilian II. verlangte 1570 die Entlassung seines Baumeisters aus der Leibeigenschaft der Reichsabtei Salem.

### Niederösterreichisches Landhaus
Saphoy leitete in den Jahren 1567 bis 1578 die Bauarbeiten. Das von den Niederösterreichischen Ständen 1513 angekaufte Liechtenstein´sche Haus wurde umgestaltet und durch Zubauten und Aufstockungen erweitert. Die Stände kauften Mitte des 16. Jahrhunderts die erforderlichen Steine selbst ein: für eine kunstvolle Tür, den Aufgang in das Verordnetenzimmer, Burgschleinitzer Stein, also Zogelsdorfer Stein etc. Laut Rechnung hatte Saphoy die Steine für die Stiege zur Verordnetenstube als stiegenstaffel von hartem stain vom Leyterberg, also von hartem Kaisersteinbrucher Stein bezogen. 
Durch Saphoy entstand der Kernteil des Palastes, mit Vorhalle und großem Saal, der Verordnetenstube. Er wölbte die Stuben und setzte die malerischen Pfeilerlauben der Stiegenaufgänge vor die schlichten Fassaden des Hofes. Von ihm stammen die großen Marmorportale und die weite Kassettenwölbung des 1710 barock ausgemalten Saales. Die verschiedenen Kapitelle des großen Marmorportales in der Verordnetenstube zeigen in der Variation der Formen wie weit sich Saphoy von den klassischen Vorbildern der italienischen Renaissance entfernt hatte. Der Umfang dieses Auftrages kann aus den Gesamtkosten von 5.553 Gulden ermessen werden. 
Der weiße kristalline Marmor von Strechau in der Steiermark wurde der Überlieferung nach für die Tür- und Fenstergewände des neuen Landhauses 1569 bestellt. Hans Saphoy reiste zweimal nach Strechau, um das Brechen und den Transport der Stücke einzuleiten. Da sich jedoch an noch erhaltenen Marmorteilen nur Material aus Adnet befindet, ist die Lieferung wohl wegen Transportschwierigkeiten nicht zustande gekommen.
Er kaufte 1569 das Haus 1; Wipplingerstraße 10 (Stoß im Himmel 1, „Zum goldenen Esel“), das er seinen Kindern Sebastian (nachmals Wassermautbeschauer in Stein/Donau) und Anna Maria, verehelichte Jäger, hinterließ.
Der kaiserliche Baumeister der NÖ-Lande arbeitete von 1569 bis 1578 mit Pietro Ferrabosco in der Hofburg und am Arsenal, 1571 bei Ausbesserungen am Schloss Ebenfurth, 1575 in Steyr, wo er die durch das Hochwasser von 1572 entstandenen Schäden an der Stadtmauer und an den Häusern besichtigte, und in Wolfpassing, hier plante er für Heinrich von Hardegg ein Herrenhaus.

### Burg Weitra
Ab 1508 wurde Weitra mehrfach verpfändet. Obwohl Hans Saphoy die ärgsten Mängel der alten Burg beseitigt hatte, entsprach sie nicht mehr den Vorstellungen eines herrschaftlichen Sitzes. 1582 schenkte Kaiser Rudolf II. Burg und Stadt seinem Oberstkämmerer Wolf Siegmund Rumpf Freiherr von Wielroß (Wullroß). 1584 legte der kaiserliche Architekt Pietro Ferrabosco Pläne für die Umwandlung der Burg in ein zeitgemäßes Schloss vor.

## Familienepitaph in der Klosterkirche zu Salem
Von Wien aus stiftete er 1570 für die Klosterkirche in Salem ein Epitaph für seine dort bestatteten Vorfahren, den Mitgliedern der Savoyen-Salem-Sippe. Durch das Haus Habsburg ist die Ansiedlung der ersten Savoyen-Meister um 1330 in Salem erfolgt. 
Am 8. November 1578 starb Hans Saphoy und wurde im Mittelschiff des Stephansdoms bestattet. Seine Grabplatte ist verschollen.